# Жінка на Місяці
«Жінка на Місяці» (нім. Frau im Mond) — німецький науково-фантастичний фільм 1929 року режисера Фріца Ланга на основі роману його дружини Теа фон Гарбу. Це один з найперших фільмів, що розповідає про мандрівку у космосі.

## Сюжет
Вчений Георг Манфельдт працює над вивченням поверхні Місяця. Висунувши теорію, що на супутнику Землі знаходяться великі поклади золота, він був осміяний своїми колегами і змушений продовжувати жити в бідності й невідомості. Але незабаром до нього приходить незнайомець з пропозицією викупити його матеріали і напрацювання по цьому дослідженню. Дізнавшись про це, послідовник Манфельда, Вольф Хеліус, вирішує зробити космічну експедицію. Георг переконує Вольфа взяти з собою інженера Віндеггера, який допомагав Хеліусу в розробці космічного корабля. У свою чергу з Віндеггером вирішує полетіти його наречена — Фріда. Далі незнайомець розкриває своє ім'я (Тернер) і силою приєднується до експедиції. В ході польоту до екіпажу додається ще один персонаж — хлопчик Густав, який проник в корабель через любов до фантастичних журналів.
Наблизившись до Місяця, екіпаж розвертає ракету і здійснює жорстку посадку, використовуючи основний двигун як гальмівний. Ракета глибоко заривається в місячний пил. Серед членів експедиції немає єдиної думки про подальші дії. В ході спроб Тернера збагатитися за рахунок інших гине професор Манфельдт і пошкоджується балон з повітрям. Тепер повітря при поверненні на Землю для всіх не вистачить, і хтось повинен залишитися на Місяці. Хеліус виграє жереб удачі у Віндеггера. Однак в кінці фільму Фріда залишається на Місяці разом з ним.

## У ролях
- Клаус Поль — професор Георг Манфельдт
- Віллі Фріч — Вольф Хеліус
- Густав фон Вангенгайм — інженер Ганс Віндеггер
- Герда Маурус — Фріда
- Густль Гстеттенбаур — Густав
- Фріц Расп — Волтер Тернер
- Генріх Ґото — орендар другого поверху
- Тілла Дюр'є
- Герман Валлентін
- Макс Цільцер